# Història del Togo
La història del Togo comprèn els successos ocorreguts en el territori d'aquest estat africà. La història togolesa anterior al segle xv, època en què els portuguesos van arribar al territori, és poc coneguda. En canvi, es coneixen millor els successos posteriors, inclosos el tràfic d'esclaus, el domini alemany i la seva posterior administració francesa. L'actual república togolesa va obtenir la independència el 1960.

## Togo precolonial
Algunes tribus de procedències diverses es van traslladar al territori que actualment ocupa el Togo des del temps anterior a l'arribada dels europeus. Entre ells es troben els ewes de Nigèria i Benín, i els mina i bitxo de Ghana. Aquests tres grups es van instal·lar a la costa togolesa. Quan va començar el comerç d'esclaus al segle xvi, els mina es van beneficiar de les seves relacions amb els traficants europeus. Es van convertir en agents dels europeus, de manera que es traslladaven al nord del territori per capturar esclaus de les tribus del nord, entre ells els kabyè. Els europeus van construir fortaleses a Elmina (Ghana) i Ouidah (Benín), però no a Togo, per les característiques geogràfiques de la costa de la regió. Durant els següents 200 anys la costa togolesa va esdevenir un centre principal del tràfic d'esclaus. La zona va ser coneguda amb el nom de Costa dels esclaus.

## Domini colonial

### Togolàndia sota el domini alemany
En un tractat de 1884, signat a Togoville, Alemanya va establir un protectorat sobre una part del territori togolès al llarg de la costa i gradualment va ampliar el seu control a l'interior. Atès que Togolàndia era l'única colònia alemanya autosuficient, es va convertir en una de les colònies més importants.

### Mandats de la Societat de Nacions
El 8 d'agost de 1914 les forces franceses i britàniques van envair Togolàndia i les forces alemanyes que custodiaven la colònia es van rendir el 26 d'agost. El 1916 Togolàndia va ser dividida en dues zones administratives, una sota control britànic i l'altra sota control dels francesos. En finalitzar la Primera Guerra Mundial, Togolàndia es va convertir formalment en un mandat de la Societat de Nacions, dividit per objectius administratius entre França i el Regne Unit.

#### Togo Occidental
Després de la Segona Guerra Mundial el mandat de Togolàndia va passar a les Nacions Unides, i sota administració del Regne Unit i França. Durant el mandat i els períodes d'administració fiduciària, el Togo Occidental va ser administrat com a part de la Costa d'Or britànica. Al desembre de 1956 els residents de la Togolàndia britànica van optar per incorporar-se a la Costa d'Or com a part de la naixent Ghana.

#### Togolàndia Francesa
Per l'estatut de 1955 la Togolàndia Francesa va esdevenir una república autònoma dins de la unió francesa, encara que aquesta va retenir el seu estatut de tutela de les Nacions Unides. Una assemblea legislativa elegida per sufragi universal tenia al seu càrrec l'administració interior del territori, i incloïa un òrgan executiu encapçalat per un primer ministre responsable davant la legislatura. Aquests canvis van ser encarnats per la constitució aprovada en un referèndum de 1956.

## Procés d'independència
La Segona Guerra Mundial va coincidir amb un període de pau a Togo. Després de l'armistici signat al juny de 1940, l'estat va ser posat sota el control de la França de Vichy. La frontera entre l'antiga Costa d'Or i el Togo estava bloquejada, per això aquest últim rebia provisions molt poques vegades. Una de les primeres conseqüències de l'Operació Torch, el 8 de novembre de 1942, va ser la detenció de comerciants anglòfils a Togo, entre ells Sylvanus Olympio. No obstant això, com l'Àfrica Occidental Francesa, es va incorporar a la guerra, i les seves fronteres es van obrir a poc a poc i els sospitosos van ser alliberats.
El 1945 la Carta de les Nacions Unides va establir un règim tutelar per "afavorir l'evolució dels pobles cap a la capacitat d'administrar-se ells mateixos". El Togo va ser una de les primeres colònies europees d'Àfrica a establir les seves pròpies institucions polítiques i electorals. Els partits polítics de l'estat van treballar activament en el canvi d'estatut, però es van dividir en dues faccions, oposats en els objectius. D'una banda, es trobava el Comitè de la Unitat Togolesa (CUT), partidari de la reunificació de Togo, dividit en dos mandats, un de britànic i un altre de francès, i l'autonomia. D'altra banda es trobava el Partit togolès del Progrés (PTP), que es va convertir posteriorment en el Moviment Popular togolès (MPT), que demanava l'abolició de la tutela de les Nacions Unides i l'establiment d'una associació més estreta amb França.
El 1956 el primer ministre i cap de govern togolès va ser elegit per l'Assemblea Nacional de Togo, i la república autònoma es dotava a poc a poc de poders més amplis. El mateix any, després d'un referèndum, el territori togolès administrat pel Regne Unit es va incorporar a la Costa d'Or, i a la independència d'aquesta colònia, i va quedar unida a la república ghanesa. Els ewé van rebutjar aquesta unió perquè implicava la partició del seu territori, que fins abans de l'arribada dels europeus comprenia la regió entre Notsé i la ribera del riu Volta. Aquest afer és motiu de tensions periòdiques entre Ghana i Togo.
A les eleccions del 27 d'abril de 1958 el CUT va obtenir la victòria i Sylvanus Olympio va ser elegit primer ministre togolès. El 1958 un nou referèndum, organitzat sota els auspicis de l'Organització de les Nacions Unides (ONU), va permetre al Togo francès accedir a la independència com una república al si de la Comunitat Francesa. Al febrer de 1960, Sylvanus Olympio va refusar la proposta del president ghanès, Kwame Nkrumah, per unir el Togo i Ghana.
El 27 d'abril de 1960 el Togo va obtenir la independència; al setembre d'aquest any l'estat tenia un representant a l'ONU. Les eleccions presidencials d'aquest any van donar el triomf a Sylvanus Olympio, per sobre de Nicolas Grunitzky, candidat recolzat per França, en uns comicis supervisats per l'ONU.

## Primers anys d'independència
Olympio dirigí la redacció de la Constitució de la República Togolesa, que es va convertir en una democràcia presidencialista amb Olympio al capdavant. El caràcter autoritari del govern d'Olympio va provocar el descontentament del nord de l'estat, que recolzava un govern dominat pels ewes a la regió de Lomé. Tres anys més tard, Sylvanus Olympio va rebutjar la incorporació a l'exèrcit de soldats que havien servit en l'exèrcit francès en la Guerra d'Algèria. Aquests soldats, la majoria pertanyents al poble kabyè del nord, van encapçalar un cop d'estat la nit del 12 de gener de 1963. L'endemà, un grup de militars afins a Gnassingbé Eyadema van assassinar el president Olympio.
Un comitè militar insurrecte va acudir a Nicolas Grunitzky, que va ser elegit president el 1963. Entre els primers actes de la presidència de Grunitzky s'explica l'adopció d'una nova constitució per a Togo. El nou president va dirigir l'estat d'una manera una mica més liberal que el seu antecessor, i va acceptar la formació de partits opositors. No obstant això, les dificultats polítiques van continuar i el 13 de gener de 1967 els militars van arribar de nou al poder. La constitució va ser suspesa i l'Assemblea Nacional del Togo fou dissolta. Kléber Dadjo va ocupar de manera provisional el lloc de primer ministre. El tinent coronel Étienne Gnassingbé Eyadéma, pertanyent al poble kabyè, va prendre el poder i va imposar un nou govern dominat per personalitats provinents també del nord de Togo.

## Règim d'Eyadéma

### La Tercera República
A les acaballes de 1979, Eyadéma va declarar la instauració d'una tercera república a Togo, que comportaria la transició cap a un règim civil amb un gabinet format per civils i militars. Eyadéma va obtenir el 99,97% dels vots en les eleccions presidencials de 1979 i 1980, en què no va tenir opositors. La nova constitució dotava la República Togolesa d'una nova Assemblea Nacional, que serviria principalment com a cos consultiu. Eyadéma va ser reelegit el 1986 per a un període de 7 anys, amb 99,5% dels vots, en altres eleccions sense oposició. El 23 de setembre de 1986 un grup de més de 60 togolesos dissidents armats del Moviment per la Democràcia del Togo (MTD) van atacar Lomé des de Ghana, en un intent per acabar amb el règim d'Eyadéma. La incursió d'aquests opositors no va tenir èxit. El 28 de setembre Zaire va enviar tropes a donar suport al govern. La seva política es va caracteritzar per l'autoritarisme, per la supremacia de les ètnies del nord (d'on provenien la majoria d'oficials de l'exèrcit) sobre els ewes del sud i per un liberalisme econòmic que va menar a la corrupció i al descontentament de les classes populars. L'any 1991, Eyadéma va haver de cedir part del seu poder, es va implantar el pluripartidisme i l'estat va entrar en una fase de democratització, pertorbada per diversos intents de cop d'estat militar i per enfrontaments sagnants entre les ètnies del sud i del nord. El 1993, Eyadéma va ser reelegit, en unes eleccions boicotades per l'oposició.